# Vic Swerts
Victor (Vic) Theresia Gerardus Gustavius baron Swerts (Turnhout, 7 februari 1940) is een Belgisch ondernemer. Hij is oprichter en eigenaar van de Turnhoutse siliconenproducent Soudal.

## Biografie
Vic Swerts was de oudste van zeven in het gezin van een melkboer. Hij kocht in 1966 een lasbedrijf in Antwerpen aan de Ossenmarkt en verhuisde kort daarop naar Turnhout. Door gestage groei en talrijke overnames van andere firma's werd het bedrijf een internationale firma. Swerts koos resoluut voor verankering in de Kempen en is een van de grootste werkgevers van die regio.
In februari 2014 verscheen de docureeks Het blijft in de familie op Canvas met een aflevering over Swerts.
In 2017 stapte hij in de investeringsmaatschappij Smile Invest rond Urbain Vandeurzen.
In februari 2020 kocht Swerts samen met Frank Donck (3D Investors) via zijn familieholding Jonelinvest een belang van 25% in de entertainmentgroup Studio 100. Bijgevolg werd hij ook lid van de raad van bestuur van het bedrijf. In juni dat jaar investeerde hij in het biotechfonds Bioqube Factory Fund. In het najaar van 2020 deed Swerts' bedrijf Soudal de grootste overname in haar geschiedenis. In de Verenigde Arabische Emiraten nam het Al Muqarram over voor ongeveer 50 miljoen euro.
Begin 2021 stapte hij samen met Fernand Huts en Willy Naessens in het ACE-fonds van de familie Moorkens en Geert Noels.
In april 2021 raakte bekend dat Swerts samen met Bob Verbeeck (Golazo) vanaf 2022 een European Tour-golftornooi zal organiseren op de Rinkven International Golf Club in Schilde. Swerts' bedrijf Soudal zal hoofdsponsor zijn van het tornooi.

## Eerbetoon
- Officier in de Leopoldsorde
- 2010 - Vlerick Award van de Vlerick Leuven Gent Management School [9]
- 2011 - Onderneming van het Jaar uitgereikt door Ernst & Young[10]
- 2013 - Verheffing in de erfelijke Belgische adel met de persoonlijke titel van baron.[11]
- 2016 - Galerij der Prominenten van Voka[12]
- 2019 - Ereteken van de Vlaamse Gemeenschap uitgereikt door Vlaamse Regering[13]
- 2020 - Gulden Spoort voor Economische Uitstraling uitgereikt door Beweging Vlaanderen-Europa[14]
- 2024 - Ereburger van zijn geboortestad Turnhout[15]